# Bisegna
Bisegna ist eine italienische Gemeinde (comune) der Region Abruzzen und der Provinz L’Aquila und zählt (Stand 31. Dezember 2023) 214 Einwohner. Die Gemeinde liegt etwa 57 Kilometer südsüdöstlich von L’Aquila und gehört zur Comunità montana Valle del Giovenco.